# 沃爾科特 (科羅拉多州)
沃爾科特（英語：Wolcott）是位於美國科羅拉多州伊格爾縣的一個人口普查指定地區。

## 地理
沃爾科特的座標為39°42′10″N 106°40′42″W / 39.70278°N 106.67833°W，而該地最高點為海拔高度2130米（即6990英尺）。

## 人口
根據2010年美國人口普查的數據，沃爾科特的面積為1.00平方千米，當中陸地面積為0.96平方千米，而水域面積為0.04平方千米。當地共有人口15人，而人口密度為每平方千米15人。